# Radio Erft
Radio Erft ist das Lokalradio für den Rhein-Erft-Kreis. Gesendet wird seit 1. November 1992. Das Programm wird veranstaltet von der Veranstaltergemeinschaft Radio Erft e. V.

## Programm
Radio Erft sendet von Montag bis Freitag ein achtstündiges Lokalprogramm, bestehend aus den Sendungen „Euer Morgen - Gemeinsam happy aufstehen“ zwischen 6 und 10 Uhr und „Am Nachmittag“ von 14 bis 18 Uhr. Am Wochenende wird samstags wird von 7 bis 12 Uhr und von 17 bis 20 Uhr sowie sonntags von 9 bis 15 Uhr lokales Programm gesendet. Unter der Woche sendet Radio Erft von 6:30 Uhr bis einschließlich 18:30 Uhr zu jeden halben Stunde Lokalnachrichten aus dem Rhein-Erft-Kreis. Am Wochenende kooperiert Radio Erft mit den Partnersendern im Rheinland und strahlt gemeinsam produzierte Sendungen aus. Samstags läuft von 12 bis 14 Uhr die Sendung "Raus ins Rheinland", die sich vorrangig um Events und Veranstaltungstipps im Rheinland beschäftigt. Sonntags senden Radio Erft die Kooperationssendung "Kölsch & Jot", deren Fokus auf dem Brauchtum im Rheinland liegt. Außerdem lässt Radio Erft auf seinen Frequenzen gemäß den gesetzlichen Bestimmungen Bürgerfunk ausstrahlen. Außerhalb der eigenen Sendezeit wird das Programm von Radio NRW aus Oberhausen sowie deren Weltnachrichten zur vollen Stunde übernommen. Radio NRW ist der Rahmenprogrammanbieter für alle Lokalsender in Nordrhein-Westfalen. Bei aktuellen Ereignissen hat Radio Erft die Möglichkeit, sofort aus dem Studio auf Sendung zu gehen und über das Ereignis aktuell und schnell zu berichten. Das passierte bisher bei größeren Unfällen oder Bränden.

## Sendelizenz und Standort
Die Sendelizenz hält die Veranstaltergemeinschaft des lokalen Rundfunks Radio Erft e. V. mit Sitz in Wesseling. Erster Vorsitzender der Veranstaltergemeinschaft ist Wolfgang Stutzinger. Die Betriebsgesellschaft des Senders ist die Radio Erft GmbH & Co. KG. in Wesseling, dem Senderstandort.

## Chefredaktion
Chefredakteur ist seit dem 1. Oktober 2022 Christian Philipps.

## Moderatoren
Die Morningshow „Euer Morgen - gemeinsam happy aufstehen“ bei Radio Erft moderieren Julia Drexler und Christian Meißner. Weitere Moderatoren der lokalen Sendungen sind Heike Spitzley, Oliver Frühauf, Frank Wallitzek, Merlin Rieger und Finn Weyden.

## Reichweite
Radio Erft versorgt montags bis freitags täglich etwa 177.000 Hörer. Der Lokalsender erreichte bei der E.M.A. 2023/I täglich 40,3 % der Hörer im Rhein-Erft-Kreis, gefolgt von WDR 2 mit 19,3 % und 1 Live mit 9,7 %.

## Empfang
Zu empfangen ist Radio Erft auf insgesamt zwei UKW-Frequenzen:
- 91,4 MHz (Senderstandort Bergheim, 100 W)
- 105,8 MHz (Senderstandort Köln/Colonius, 1 kW).

Das Signal auf 105,8 MHz ist im Süden bis in die Nordeifel, im Norden bis in den Duisburger Süden, im Osten bis in das nördliche Bergische Land sowie im Westen bis in den Raum Düren-Jülich aufzunehmen.